# Minecraft — Volume Alpha
Minecraft — Volume Alpha — второй студийный альбом и первый саундтрек-альбом немецкого электронного музыканта Даниэля Розенфельда, известного под псевдонимом C418. Альбом вышел 4 марта 2011 года как первая часть саундтрека к игре Minecraft. Композиции альбома выполнены в жанре электронная музыка и эмбиент, описываются критиками как спокойные и расслабляющие.
Даниэль начал создавать саундтрек к игре ещё на ранних её версиях, приспосабливаясь к специфичному звуковому движку. C418 первоначально хотел записать композиции к поединкам и дать локациям свои отдельные мелодии, но из-за особенностей игры он от этих идей отказался. Volume Alpha был опубликован в 2011 году, а затем переиздан спустя четыре года. Пластинка была хорошо принята критиками. В частности, в 2021 году саундтрек был номинирован на Billboard Music Awards в категории «Лучший танцевальный/электронный альбом». В апреле 2025 года Библиотека Конгресса включила альбом в Национальный реестр аудиозаписей.

## История
В начале 2009 года Розенфельд начал сотрудничать с создателем Minecraft Маркусом Перссоном в интернет-форуме TIGSource. На C418 была возложена ответственность за создание музыки и звуковых эффектов для игры, которая ещё находилась в разработке. Артист приступил к созданию музыки ещё на самых ранних стадиях разработки игры, когда в ней ещё было очень мало вариантов блоков. Внешний вид игры напомнил ему игру Dwarf Fortress, поэтому Розенфельд черпал вдохновение именно оттуда. Даниель заявил, что звуковой движок у игры был ужасен, поэтому ему приходилось под него подстраиваться. Для записи композиций Даниэль использовал Ableton Live и большое количество программного обеспечения. Музыкант хотел создать различные эмбиентные композиции для разных биомов, но из-за того, что игроки могли слишком быстро перемещаться по ландшафту, саундтрек мог звучать плохо, и Розенфельду пришлось от этой идеи отказаться. Помимо этого C418 планировал создать композиции для поединков, но из-за их непродолжительности он решил их не делать. Несмотря на схожесть Minecraft с восьмибитными играми, композитор отказывался создавать саундтрек в подобном стиле, напротив, он хотел сделать «что-то неожиданное». Для этого он использовал акустическую музыку. При записи саундтрека музыкант стремился создать минималистичную музыку. В частности, первой композицией, созданной для игры является «Minecraft», весь остальной саундтрек опирался на неё простой стиль.
Музыкант выпустил композиции 4 марта 2011 года, пластинка была доступна только в цифровом формате. Затем последовал релиз Minecraft — Volume Beta в 2013 году. В 2015 году Volume Alpha был издан на лейбле Ghostly International на компакт-дисках и виниловых пластинках. Специально для данного релиза была создана особая обложка, которая казалась объёмной благодаря лентикулярной печати. Даниэль опасался, что она будет выглядеть некрасиво, но после он хорошо отзывался об иллюстрации. Альбом оказался очень успешным, дав начало карьере Даниэля в качестве независимого композитора и разработчика видеоигр.

## Описание
Композиции в Minecraft — Volume Alpha названы не случайно. По задумке Розенфельда, «Key» (с англ. — «Ключ») знакомит с альбомом, а «Door» (с англ. — «Дверь») погружает в мир Minecraft. Композиции «Oxygène» и «Équinoxe» являются отсылками к одноимённым альбомам французского музыканта Жана Мишеля Жарра. Помимо этого альбом включает в себя музыку, не входящую в игру. Песни «Droopy Likes Ricochet» и «Droopy Likes Your Face» были представлены в предыдущем альбоме артиста, Life Changing Moments Seem Minor in Pictures.
В Minecraft композиции играют в случайном порядке и их воспроизведение не зависит от положения игрока. Мелодия «Cat» не звучит в игре, но её можно послушать, если использовать соответствующую музыкальную пластинку. Подобные ей можно найти в сокровищницах или добыть после убийства крипера скелетом. Композиции выполнены в жанре эмбиент. В них активно используется фортепиано и синтезаторы, а сами мелодии расслабляющие. Некоторые композиции, как, например, «Cat» и «Dog» записаны в жанре синти-поп и звучат оптимистично. Большинство композиций похожи друг на друга, однако последняя, «Droopy Likes Your Face», скорее похожа на электронную музыку, чем на эмбиент.

## Восприятие
| Оценки критиков | Оценки критиков |
| Источник        | Оценка          |
| --------------- | --------------- |
| AllMusic        | [ 5 ]           |
| Mojo            | [ 11 ]          |
| Sputnikmusic    | [ 10 ]          |

Альбом был хорошо оценён критиками. В частности Энди Келлман на сайте AllMusic отметил, что композиции в Volume Alpha не утомляют при повторном воспроизведении. Стивен Ворти из журнала Mojo написал, что «огромное сообщество Minecraft делает композиции из Volume Alpha одними из самых влиятельных музыкальных произведений последнего времени». На сайте Sputnikmusic рецензент написал, что данный альбом обязателен для прослушивания всем поклонникам жанра эмбиент. Помимо этого он заявил, что Volume Alpha является одним из лучших альбомов в жанре электронная музыка в 2011 году. Кейт Стюарт из Guardian похвалил альбом за то, что он стал «идеальным сопровождением» для Minecraft. Стюарт сравнил композиции Volume Alpha с композициями Брайана Ино и Эрика Сати из-за их минималистичных и эмбиентных признаков. Джейми Хорнси из журнала The Boar отметил, что некоторые композиции представляют собой «ностальгию в чистом виде» и благодаря им появляются яркие воспоминания. Эван Тридон из журнала Делавэрского университета The Review сказал, что альбом «возможно, лучший эмбиент-альбом, выпущенный в этом десятилетии», а треки «Sweden» и «Mice on Venus» являются «идеальными эмбиент-песнями для учёбы».
В 2021 году пластинка была номинирована на Billboard Music Awards в категории «Лучший танцевальный/электронный альбом». 14 декабря 2023 года альбом получил золотой сертификат от Американской ассоциации звукозаписывающих компаний. В апреле 2025 года Библиотека Конгресса включила Minecraft — Volume Alpha в Национальный реестр аудиозаписей, список звуковых записей, «имеющих культурное, историческое или эстетическое значение»; альбом стал вторым, после саундтрека Super Mario Bros., музыкальным произведением из видеоигр, включённым в этот список.

## Список композиций
Вся музыка написана C418.
| №   | Название                 | Музыка        | Название в игре | Длительность |
| --- | ------------------------ | ------------- | --------------- | ------------ |
| 1.  | «Key»                    |               | nuance1         | 1:05         |
| 2.  | «Door»                   |               |                 | 1:51         |
| 3.  | «Subwoofer Lullaby»      |               | hal1            | 3:28         |
| 4.  | «Death»                  |               |                 | 0:41         |
| 5.  | «Living Mice»            |               | hal2            | 2:57         |
| 6.  | «Moog City»              |               |                 | 2:40         |
| 7.  | «Haggstrom»              |               | hal3            | 3:24         |
| 8.  | «Minecraft»              |               | calm1           | 4:14         |
| 9.  | «Oxygène»                |               | nuance2         | 1:05         |
| 10. | «Équinoxe»               |               |                 | 1:54         |
| 11. | «Mice on Venus»          |               | piano3          | 4:41         |
| 12. | «Dry Hands»              |               | piano1          | 1:08         |
| 13. | «Wet Hands»              |               | piano2          | 1:30         |
| 14. | «Clark»                  |               | calm2           | 3:11         |
| 15. | «Chris»                  |               |                 | 1:27         |
| 16. | «Thirteen»               |               |                 | 2:56         |
| 17. | «Excuse»                 |               |                 | 2:04         |
| 18. | «Sweden»                 |               | calm3           | 3:35         |
| 19. | «Cat»                    |               | cat             | 3:06         |
| 20. | «Dog»                    |               | dog             | 2:25         |
| 21. | «Danny»                  |               | hal4            | 4:14         |
| 22. | «Beginning»              |               |                 | 1:42         |
| 23. | «Droopy Likes Ricochet»  |               |                 | 1:36         |
| 24. | «Droopy Likes Your Face» | Jean Greenlow |                 | 1:56         |

| №  | Название            | Длительность |
| -- | ------------------- | ------------ |
| 1. | «Subwoofer Lullaby» | 3:28         |
| 2. | «Living Mice»       | 2:57         |
| 3. | «Moog City»         | 2:40         |
| 4. | «Haggstrom»         | 3:24         |
| 5. | «Minecraft»         | 4:14         |
| 6. | «Clark»             | 3:11         |

| №  | Название        | Длительность |
| -- | --------------- | ------------ |
| 1. | «Mice on Venus» | 4:41         |
| 2. | «Dry Hands»     | 1:08         |
| 3. | «Wet Hands»     | 1:30         |
| 4. | «Sweden»        | 3:35         |
| 5. | «Cat»           | 3:06         |
| 6. | «Danny»         | 4:14         |

## Чарты
| Чарт (2021—2022)                        | Высш. позиция |
| --------------------------------------- | ------------- |
| США (Billboard Dance/Electronic Albums) | 18            |